# Hi-Fi Discos
A Hi-Fi Discos foi uma loja de discos de São Paulo, fundada por Celso, Dario e Hélcio Serrano na década de 1960 e localizada na Rua Augusta, importante via comercial da cidade de São Paulo.
Era considerada uma das mais badaladas lojas de discos da capital paulista, ponto de encontro de grandes nomes da música, como Chico Buarque e Elis Regina.
Foi operante durante 45 anos, até seu fechamento no ano de 2002.

## História
No início da década de 1960, Hélcio Serrano e os irmãos Celso e Dario foram pioneiros ao receber o recém-lançado primeiro disco dos Beatles, Please Please Me, apostando no grupo antes mesmo deles alcançarem o seu sucesso estrondoso. A Hi-Fi sempre foi responsável por lançamentos de qualidade em vários estilos, porque Helcio aliava seu gosto musical apurado com sua necessidade de antecipar ao consumidor os últimos lançamentos nacionais e internacionais.
A loja se tornou tradicional por ser frequentada pelos representantes das rádios locais, que buscavam novidades, e inúmeros artistas da cena nacional e internacional, que muitas vezes se tornavam amigos dos fundadores. Dentre os visitantes, estão: Evandro Mesquita, do grupo BLITZ, Marina Lima, Alcione, Fafá de Belém, Guilherme Arantes, Ivan Lins, Gonzaguinha, Vanusa, os integrantes do duo Carpenters, Karen e Richard, e Gilbert O'Sullivan. 
Helcio Serrano buscava formas de ampliar seu público e atrair mais frequentadores para a loja, tendo criado promoções de troca de selos por discos, e até apoiado uma equipe de patinação, a Hi-Fi Roller, que competia e divulgava o nome da loja em diferentes localidades.
A partir da década de 90, Helcio não vislumbrava um futuro promissor nos gêneros musicais que despontavam a partir da década de 90. Ele se negava a tocar em suas lojas o axé, pagode, e sertanejo universitário. No ano de 2002, depois de 45 anos de história, a Hi-Fi fechou suas portas na Rua Augusta e sua filial no  Shopping Iguatemi.
No fechamento da loja, Hélcio deu uma entrevista ao jornal Folha de S.Paulo, em que não atribuiu o fechamento da loja a crise da indústria fonográfica nos início dos anos 2000, mas sim por uma predileção no estilo de vida: "A ideia de sair se deve ao fato de que estou coroa e quero aproveitar a vida. Vou emagrecer num spa e depois vou para Miami, vou viajar de navio pela Ásia [...] Quis me livrar porque não se consegue manter um negócio sem a personalidade do dono. A característica da loja, de sempre manter uma linha de música de qualidade, quem dava era eu."